# IC 3523
IC 3523 ist eine Spiralgalaxie mit ausgedehnten Sternentstehungsgebieten vom Hubble-Typ Sb im Sternbild Coma Berenices am Nordsternhimmel. Sie ist schätzungsweise 989 Millionen Lichtjahre von der Milchstraße entfernt und hat einen Durchmesser von etwa 145.000 Lj.

Im selben Himmelsareal befinden sich u. a. die Galaxien IC 3476, IC 3478, IC 3500, IC 3520.
Das Objekt wurde am 10. Mai 1904 von Royal Harwood Frost entdeckt.